# 3ivx
 (décembre 2022).
Si vous disposez d'ouvrages ou d'articles de référence ou si vous connaissez des sites web de qualité traitant du thème abordé ici, merci de compléter l'article en donnant les références utiles à sa vérifiabilité et en les liant à la section « Notes et références ».
 (décembre 2022).

Logo de 3ivX.

3ivx est un système de compression vidéo MPEG-4 propriétaire et commercial qui permet de faire de la vidéo de qualité supérieure aux formats MPEG-4 usuels à débit similaire[réf. nécessaire]. Il est ainsi possible de stocker plus de deux heures de vidéo de qualité légèrement inférieure à celle d'un DVD sur un seul cédérom ou d'effectuer du flux proche de la qualité DVD avec une connexion câble ou ADSL. Le décodeur 3ivx permet de lire les variantes MPEG-4 (y compris DivX 3, 4 et 5, Apple MPEG-4 et Xvid). Le décodeur 3ivx produit une vidéo de bonne qualité grâce à la qualité de ses filtres de traitement et à sa conception de base ainsi qu'à son optimisation entretenant une vitesse de décodage élevée. Cela permet d'encoder de la vidéo MPEG-4 en fichiers .avi, .mov ou .mp4 (avec AAC) avec l'application d'encodage de votre choix.
Contrairement à XviD qui est totalement libre et gratuit ou à DivX dont seul l'encodeur est payant, 3ivx est payant à tous les stades d'utilisation (licence à 6,95 USD pour le seul décodeur ou à 19,95 USD pour l'ensemble codeur et décodeur en version personnelle et à 29,95 USD et 99,95 USD pour la version professionnelle).[Quand ?]